# Peter Gabriel (1)
Az 1977-es Peter Gabriel Peter Gabriel angol zenész, zeneszerző debütáló nagylemeze. A felvételekre egy csapat tehetséges zenészt gyűjtöttek össze, majd az album megjelenése után Gabriel saját neve alatt turnézott egy héttagú együttessel. Az albumra gyakran Peter Gabriel 1, Car vagy Rain néven hivatkoznak, utalva a Peter Christopherson által készített borítóra. Az album szerepel az 1001 lemez, amit hallanod kell, mielőtt meghalsz című könyvben.

## Az album dalai
| 1. | Moribund the Burgermeister | Peter Gabriel        | 4:20 |
| 2. | Solsbury Hill              | Gabriel              | 4:21 |
| 3. | Modern Love                | Gabriel              | 3:38 |
| 4. | Excuse Me                  | Gabriel, Martin Hall | 3:20 |
| 5. | Humdrum                    | Gabriel              | 3:25 |

| 1. | Slowburn                | Gabriel | 4:36 |
| 2. | Waiting for the Big One | Gabriel | 7:15 |
| 3. | Down the Dolce Vita     | Gabriel | 5:05 |
| 4. | Here Comes the Flood    | Gabriel | 5:38 |

## Helyezések és eladási minősítések

### Album
| Év   | Lista                | Helyezés |
| ---- | -------------------- | -------- |
| 1977 | Billboard Pop albums | 38       |
| 1977 | Brit albumlista      | 7        |

### Kislemezek
| Év   | Kislemez      | Lista                 | Helyezés |
| ---- | ------------- | --------------------- | -------- |
| 1977 | Solsbury Hill | Billboard Pop Singles | 68       |
| 1983 | Solsbury Hill | Billboard Pop Singles | 84       |

### Eladási minősítések
| Szervezet | Minősítés | Dátum            |
| --------- | --------- | ---------------- |
| BPI – UK  | arany     | 1979. június 13. |

## Közreműködők
- Peter Gabriel – ének, billentyű, fuvola, furulya
- Allan Schwartzberg – dob
- Tony Levin – basszusgitár, tuba, a Barbershop Quartet vezetője
- Jimmy Maelen – ütőhangszerek, synthibam, csontok
- Steve Hunter – elektromos, akusztikus, pedal steel gitár és ritmusgitár
- Robert Fripp – elektromos és klasszikus gitár, bendzsó
- Jozef Chirowski – billentyűk
- Larry Fast – szintetizátor
- Dick Wagner – háttérvokál és szólógitár a Here Comes the Flood és Slowburn dalokon
- Londoni Szimfonikus Zenekar a Down the Dolce Vita és Here Comes the Flood dalokon
- Michael Gibbs – a zenekar hangszerelése

## Fordítás
Ez a szócikk részben vagy egészben a Peter Gabriel (1977 album) című angol Wikipédia-szócikk ezen változatának fordításán alapul.  Az eredeti cikk szerkesztőit annak laptörténete sorolja fel. Ez a jelzés csupán a megfogalmazás eredetét és a szerzői jogokat jelzi, nem szolgál a cikkben szereplő információk forrásmegjelöléseként.